# Dicliptera elliotii
Espèce
Synonymes
- Dicliptera insignis Mildbr.[1]
- Dicliptera ripicola Benoist[1]
- Dicliptera silvicola Lindau[1]
- Dicliptera talbotii S.Moore[1]

Statut de conservation UICN

 LC  : Préoccupation mineure
Dicliptera elliotii C.B.Clarke est une espèce de plantes à fleurs de la famille des Acanthaceae et du genre Dicliptera, présente en Afrique tropicale.

## Distribution
C'est une espèce très répandue, depuis l'Afrique de l'Ouest jusqu'à l'Afrique centrale.